# Municipio Arístides Bastidas
Arístides Bastidas es uno de los 14 municipios que conforman al Estado Yaracuy, y a la vez tiene una de las 23 parroquias que conforman a este estado de Venezuela, y se crea en 1993 según la nueva Ley de División Política Territorial, siendo su capital la población de San Pablo.

## Historia
Para el año 1850, San Pablo era una parroquia civil. Más tarde, cuando se promulga la nueva Ley de Régimen Municipal, lo encontramos como distrito del Departamento Sucre, junto a las poblaciones de Guama y Aroa.
Según vecinos, el centro poblado de San Pablo tuvo su origen en la antigua y famosa hacienda “El Aserradero”. Otros sostienen que el pueblo nació con el nombre de Aserradero a finales del siglo siglo xvii, debido al predominio de la actividad de aserraderos en esa época. Dicho nombre se lo dieron los mismos pobladores del lugar, para luego cambiarlo por el de San Pablo, tal vez por la devoción que sentían aquellos lugareños por el Apóstol, y al crearse la parroquia civil, le asignaron este nombre definitivo.
La capital del municipio Arístides Bastidas es San Pablo. Este fue creado de acuerdo con la División Político-Territorial, según la Gaceta Oficial del estado Yaracuy N.º 1.892, de fecha 5 de noviembre de 1993, logrando así su autonomía del municipio Sucre y pasando a ser el municipio Arístides Bastidas.

### Personajes
- Arístides Bastidas, epónimo del municipio.

## Geografía
El municipio está ubicado en el centro-occidente del estado Yaracuy, cuenta con un área de 74 km², su altura es de 338 m s. n. m. y sus límites son:
- Por el Norte: Municipio Bolívar.

- Por el Sur: Municipio Bruzual.

- Por el Este: Municipio Sucre.

- Por el Oeste: Municipio Bruzual.

Cabe destacar, que el municipio posee frentes montañosos cuyos rasgos físicos dan al ambiente diversidad de especies vegetales y de gran valor paisajístico, su exuberante vegetación, aunado a la gran variedad de fauna y su estratégica ubicación hacen del municipio un lugar propicio para el desarrollo de la actividad agroindustrial y turística.

## Economía
El Municipio Arístides Bastidas cuenta con grandes cantidades de terreno, vegetación, fauna y encantos tropicales, donde se pueden desarrollar grandes proyectos turísticos. También posee diversos microempresarios en las áreas comerciales, de fabricación de muebles, trabajos en madera, construcción, entre otros. Por otra parte, el área agrícola y pecuaria del municipio nos provee de grandes fortalezas, debido a la diversidad de sus producciones, el cultivo de maíz, zorgo, café, aguacate y hortalizas constituye al menos un 80 % de la producción agrícola, sin tomar en cuenta otros rubros como: las caraotas, tomate, frutas y flores. La producción de ganado porcino, caprino y bovino, así como la producción de aves (Gallinas Ponedoras, Pollos de Engorde y Codorniz entre otros) también constituyen un potencial considerable para la economía del municipio.
El Municipio Arístides Bastidas, posee una superficie agrícola de 4 750,54 hectáreas, que la ubica en el puesto número 13 con relación al resto de los municipios, lo que significa un 0,94 % con relación al estado y un 0,02 con respecto al país.

## Turismo
El trabajo artesanal y creativo con el barro, además de ser una importante actividad productiva, representa una cultura ancestral de un valor muy apreciado que le da al municipio un significativo atractivo turístico. La producción de las famosas vasijas de barro se ubica en la comunidad de Camunare y tiene su centro de exposición y ventas en la Aldea Artesanal ubicada en la Autopista Centro Occidental Rafael Caldera, a la altura de la misma comunidad. Conocer este proceso creativo y productivo en el lugar de origen y todo el valor cultural que encierra, se convierte en una potencialidad que el municipio debe proyectar para fortalecer su atractivo turístico.
El atractivo turístico del pueblo es la centenaria y gigantesca Ceiba de la tambora, testigo mudo de importantes acontecimientos históricos que han hecho que se tejan leyendas en torno a este monumento natural de San Pablo.

## Cultura

### Artesanía
Muchas de las personas que se dedican a confeccionar vasijas, ollas, porrones y utensilios para el hogar con ayuda del barro arcilloso.
Un ejemplo de esta iniciativa puede obtenerse en el caserío de Camunare del municipio Arístides Bastidas, al sur de San Pablo.
Allí múltiples familia se han ido formando en esta labor, que obliga indudablemente a una organización para desarrollar y consolidar más este procedimiento.
La familia López, que fabrica este tipo de productos para un consumidor altamente selectivo, y amante de la cultura del barro, advierte, que quizás con una cartera crediticia, podría potencializarse la creación de microempresas que se dediquen a esta artesanía.
Ya muchos clientes conocen el lugar a raíz de la difusión que le han brindado los medios de comunicación, pero aunque ya está sucediendo, es necesario que las autoridades actúen en función de avizorar un mejor panorama económico para el municipio Arístides Bastidas.

### Gastronomía
- Comida: sopa de mondongo, sancocho de gallina, sopa de sardina, caraotas con arroz o pasta.
- Dulces: dulce de plátanos, dulce de patatas, buñuelos, arroz con coco, etc.
- Bebidas: café, aguardiente de cocuy, jugo de parchita,.

La Gastronomía tradicional en Arístides Bastidas depende de la temporada o época del año. Por ejemplo: los fines de semana se acostumbra la preparación de sancochos en el patio  o los chicharrones con tostones de "locho verde".
Así mismo, los asopaos de pasta o arroz, con sardina y ocumo, muy bien llamados, "Cielito lindo".
En el mes de diciembre, se acostumbra  la tradicional hallaca y la sabrosa y popular hallaca con quinchoncho, el dulce de lechoza junto a la preparación del delicioso pernil a las brasas o al horno.
En Semana Santa,la preparación de los dulces con frutas de la temporada; como lo son el manjar de parchita, jalea de mango, dulce de plátano y los exquistos buñuelos; además de la preparación del pescado frito o guisado, igualmente la carne de chigüire, sin que falte la arepa de maíz pilado.
En los bautizos, se acostumbra a festejar a los padrinos con la acostumbrada "gallina rellena" y a los invitados el infaltable mondongo de res".

## Política y gobierno

### Alcaldes
| Período                            | Alcalde          | Partido político / Alianza | % de votos | Notas |
| ---------------------------------- | ---------------- | -------------------------- | ---------- | --- |
| 1995 - 2000                        | Francisco Daza   | AD                         | -          | Primer alcalde bajo elecciones directas (se realizaron elecciones generales adelantadas en el 2000 debido a la aprobación de la Constitución de 1999) |
| 2000 - 2004                        | Franklin Montero | CONVERGENCIA               | 44,78      | Segundo alcalde bajo elecciones directas |
| 2004 - 2008                        | Francisco Daza   | PPT                        | 50,55      | Tercer alcalde bajo elecciones directas |
| 2008 - 2013                        | Francisco Daza   | PSUV                       | 53,39      | Reelecto (se postergan 1 año las elecciones municipales pautadas para finales del 2012)                                                               |
| 2013 - 2017                        | Aníbal Centeno   | PSUV                       | 68,97      | Cuarto alcalde bajo elecciones directas |
| 2017 - 2021                        | Marcos Pérez     | TUPAMARO                   | 47,93      | Quinto alcalde bajo elecciones directas |
| 2021 - 2025                        | Aníbal Centeno   | PSUV                       | 55,72      | Sexto alcalde bajo elecciones directas |
| Fuente: Consejo Nacional Electoral |                  |                            |            | |

### Concejo municipal
Período 2021 - 2025
| Concejales       | Partido político / Alianza |
| ---------------- | -------------------------- |
| Delkar Aular     | PSUV                       |
| Cesar Granado    | PSUV                       |
| Silverio Avila   | PSUV                       |
| Marcos Pérez     | PSUV                       |
| Lisbeth Vargas   | PSUV                       |
| Jaime Colina     | PSUV                       |
| Mariela Mogollón | AD                         |